# Municipio de West Bend
El municipio de West Bend (en inglés: West Bend Township) es un municipio ubicado en el condado de Palo Alto en el estado estadounidense de Iowa. En el año 2010 tenía una población de 934 habitantes y una densidad poblacional de 10,11 personas por km².

## Geografía
El municipio de West Bend se encuentra ubicado en las coordenadas 42°57′4″N 94°29′17″O / 42.95111, -94.48806. Según la Oficina del Censo de los Estados Unidos, el municipio tiene una superficie total de 92.37 km², de la cual 91,52 km² corresponden a tierra firme y (0,92 %) 0,85 km² es agua.

## Demografía
Según el censo de 2010, había 934 personas residiendo en el municipio de West Bend. La densidad de población era de 10,11 hab./km². De los 934 habitantes, el municipio de West Bend estaba compuesto por el 99,14 % blancos, el 0,21 % eran amerindios y el 0,64 % eran de una mezcla de razas. Del total de la población el 1,39 % eran hispanos o latinos de cualquier raza.